# О’Райли, Ана
А́на О’Ра́йли (англ. Ahna O’Reilly; род. 17 февраля 1985, Пало-Алто, Калифорния, США) — американская актриса, известная по фильмам «В пролёте», «Прислуга» и «Станция „Фрутвейл“».

## Биография
Ана О’Райли родилась 17 февраля 1985 года. В 2003 году Ана окончила «Menlo School», а затем год училась в Университете Южной Калифорнии до того, как бросить его.
Ана дебютировала в кино в 2003 году, сыграв роль актрисы в фильме «Стажёр Билл». Всего О’Райли сыграла более чем в 35-ти фильмах и телесериалах. Она также известна по ролям в таких фильмах и телесериалах как: «В пролёте» (роль Лесли, 2008), «Дневники вампира» (роль Джессики Коэн, 2011), «Прислуга» (роль Элизабет Лифолт, 2011), «Станция «Фрутвейл»» (роль Кэти, 2013) и «Джобс: Империя соблазна» (роль Крис-Энн Бреннан, 2013). Вместе со своими коллегами-актёрами из фильма «Прислуга», имеет премии 17th Critics’ Choice Awards (2011), Голливудского кинофестиваля (2011), National Board of Review Award for Best Cast (2011), «Спутник» (2011), Southeastern Film Critics Association Awards (2011) и «Премии Гильдии киноактёров США» (2012) в номинации за лучший актёрский состав.
Ана О’Райли встречалась с актёром Джеймсом Франко, они расстались в 2011 году.

## Избранная фильмография
| Год  |     | Русское название                    | Оригинальное название     | Роль              |
| ---- | --- | ----------------------------------- | ------------------------- | ----------------- |
| 2003 | кор | Стажёр Билл                         | Bill the Intern           | Лесли             |
| 2004 | ф   | Динокрок                            | Dinocroc                  | девушка на пляже  |
| 2007 | ф   | Нэнси Дрю                           | Nancy Drew                | женщина «нет»     |
| 2008 | с   | C.S.I.: Место преступления Нью-Йорк | CSI: NY                   | Хэйли             |
| 2008 | ф   | В пролёте                           | Forgetting Sarah Marshall | Лесли             |
| 2010 | с   | Дневники вампира                    | The Vampire Diaries       | Джессика Коэн     |
| 2011 | ф   | Прислуга                            | The Help                  | Элизабет Лифолт   |
| 2011 | с   | Главный подозреваемый               | Prime Suspect             | Эмма              |
| 2013 | ф   | Станция «Фрутвейл»                  | Fruitvale Station         | Кэти              |
| 2013 | ф   | Джобс: Империя соблазна             | Jobs                      | Крис-Энн Бреннан  |
| 2013 | ф   | Клуб «CBGB»                         | CBGB                      | Мэри Хэррон       |
| 2013 | ф   | Когда я умирала                     | As I Lay Dying            | Дьюи Дэлл Бандрен |
| 2014 | ф   | Мисс Переполох                      | She's Funny That Way      | Элизабет          |
| 2014 | ф   | Шум и ярость                        | The Sound and the Fury    | Кэдди Компсон     |
| 2016 | ф   | И проиграли бой                     | In Dubious Battle         | Эдит Мэлоун       |
| 2016 | ф   | Элвис и Никсон                      | Elvis & Nixon             | Мэри Анн Петерсон |
| 2017 | ф   | Маршалл                             | Marshall                  | миссис Ричмонд    |
| 2019 | ф   | Скандал                             | Bombshell                 | Джули Рогински    |
| 2019 | ф   | Друзья навсегда                     | Our Friend                | Гейл              |
| 2022 | ф   | Там, где раки поют                  | Where the Crawdads Sing   | «Ма» Кларк        |